# Krasne (gmina Rejowiec Fabryczny)
Krasne – wieś w Polsce położona w województwie lubelskim, w powiecie chełmskim, w gminie Rejowiec Fabryczny. Graniczy z rejowiecką dzielnicą Krasne.
| SIMC    | Nazwa   | Rodzaj    |
| ------- | ------- | --------- |
| 0105880 | Olendry | część wsi |

W latach 1975–1998 miejscowość należała administracyjnie do województwa chełmskiego.
Wieś jest sołectwem w gminie Rejowiec Fabryczny. Według Narodowego Spisu Powszechnego z roku 2011 wieś liczyła 523 mieszkańców i była trzecią co do liczby ludności miejscowością gminy.
25 marca 1913 roku w majątku Krasne urodził się generał brygady Jerzy Przemysław Morawicz, ostatni Minister Spraw Wojskowych na Uchodźstwie (1985–1990).